# سجن المباحث العامة بذهبان
سجن المباحث العامة بذهبان هو سجنٌ يقع بالقرب من ذهبان في جدة بالمملكة العربية السعودية. بُنيّ السّجن في عام 2015 كجزء من خطّة تجديد البنية التحتيّة لمدينة جدة بما في ذلك سجونها وقد كلّف خزينة الدولة 400 مليون ريال سعودي. لدى هذا السّجن القُدرة على استيعابِ 7500 سجين وقد نُقل له حال فتحهِ 3000 محكوم. بحلول عام 2015؛ أكّد مدير السجن السيّد العتيبي أنّ سجن المباحث العامة في ذهبان هو أحد أفضل السجون في الدولة لما يتوفر عليه من بنيّة تحتيّة وتكنولوجيا مراقبة مُتطوّرة.
عادةً ما يُستخدم هذا المركز لحبسِ السجناء السياسيين وكذلك أعضاء تنظيم القاعدة وعناصر تنظيم الدولة الإسلامية (داعش). تُشير بعض المصادر إلى أنّ المركز يضمّ محكومين من مختلف الفئات بمَا في ذلك الذكور والإناث،  وكذلك بعض الأطفال. بحلول شهر نوفمبر من عام 2018؛ انتشرت بعض التقارير التي تُفيد بتعرض السجينات للتعذيب، فيمَا أشارت منظمة العفو الدولية أنّ بعضَ الناشطات قد تعرضنَ للصعقِ بالكهرباء مرارًا وتكرارًا، ونفس الأمر أكّدت عليهِ منظمة هيومن رايتس ووتش غير الحُكوميّة. في المُقابل؛ نفى مسؤول سعودي لم يُكشف عن اسمهِ مزاعمَ التعذيب والإيهام بالغرق وغير ذلك مؤكدًا على أنّ السعودية تُوفر للسجناء والسجينات أفضلَ علاج.

## اتهامات
أدى منع إدارات السجون في السعودية الصحفيين من الاطلاع على حقيقة الوضع في وقتٍ سابق لتسرب عدد من الأحاديث والأقوال إلى وسائل إعلام ومنظمات حقوقية خارج المملكة عن وقوع انتهاكات لحقوق الإنسان داخل السجون السعودية، سرعان ما تحولت إلى اتهامات وانتقادات لسياسة السعودية تجاه حقوق الإنسان، الأمر الذي دفع بالسلطات السعودية لنفي تلك الاتهامات، مؤكدة أنها تراعي في جميع إجراءاتها وأنظمتها وتطبيقاتها المعايير الوطنية والدولية لحقوق الإنسان، كما شرعت أبواب سجونها، وخصوصًا سجني الحاير وذهبان باختصاصهما في قضايا التطرف وأمن الدولة والإرهاب، أمام وسائل الإعلام والهيئات الحقوقية، وأتاحت عددًا من الزيارات الميدانية لإعلاميين وحقوقيين ومثقفين على المستوى المحلي والدولي، لنقل الصورة الحقيقية داخل السجون، كما اطلع المقرر الأممي لحقوق الإنسان ومكافحة الإرهاب بن إيمرسون على الإجراءات المتبعة خصوصا في سجني الحاير وذهبان خلال زيارته لهما في العام 2017، واصفا ظروف الاحتجاز في سجون المباحث بأنها بين الأفضل عالميًا.

## قائمة السجناء
تضمّ هذه القائمة بعضٌ من أشهر السجناء في سجن ذهبان المركزي:
- وليد أبو الخير (ناشِط حقوقي) [17]
- رائف بدوي (ناشِط حقوقي)
- سمر بدوي (ناشِطة حقوقيّة)